# Hareng saur

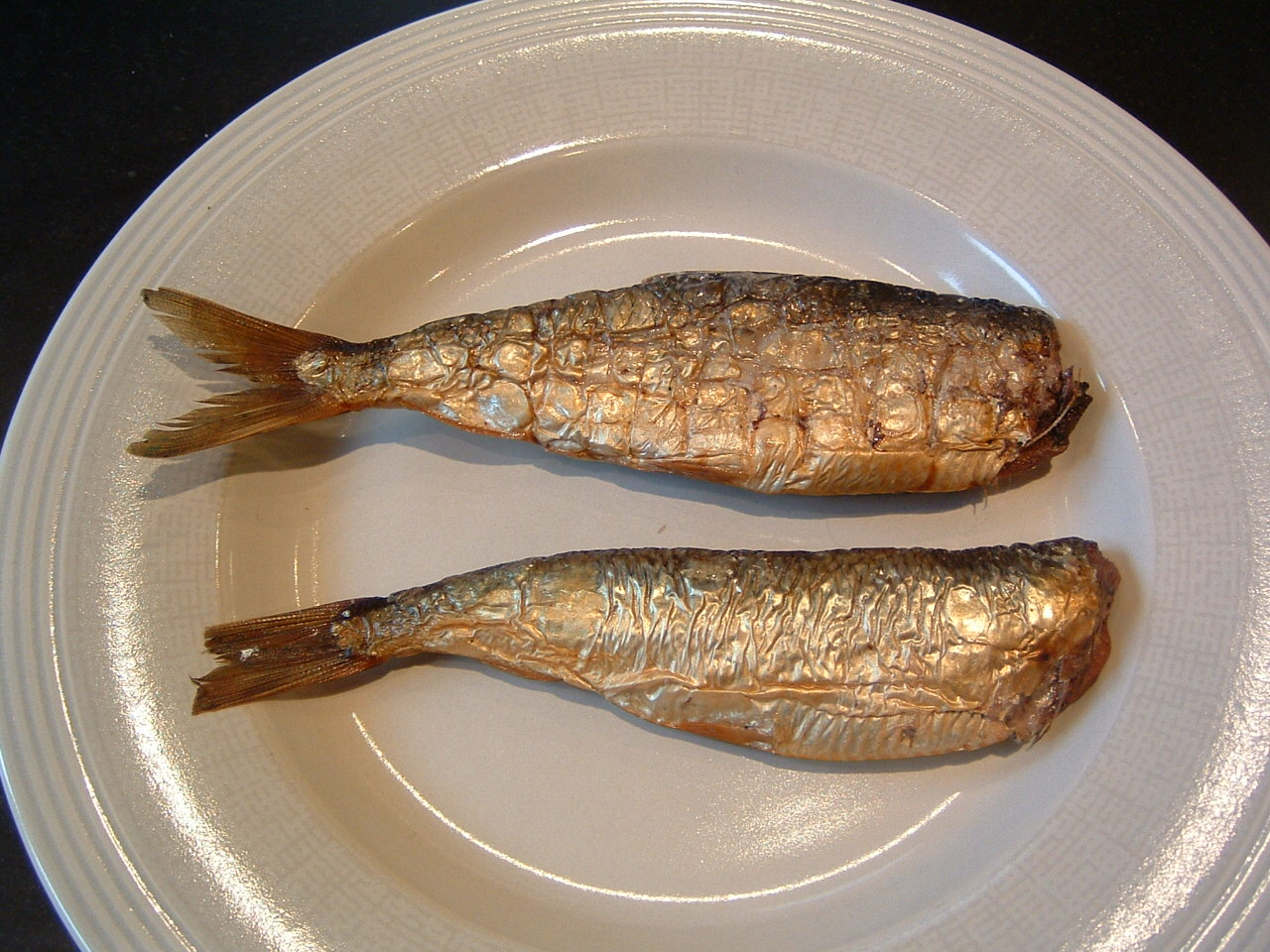
Deux harengs saurs.

Hareng saur est l’appellation communément donnée par l’industrie alimentaire au hareng salé et fumé, à l'odeur puissante. Un des noms populaires est « gendarme ». 

## Histoire
À l'origine, le « hareng sor » est un simple hareng desséché. La préparation traditionnelle par salage et fumage qui prend une grande importance commerciale au XIIIe siècle est commune au XIVe siècle. Alexandre Dumas, dans son Grand Dictionnaire de cuisine, affirme que « c’est un nommé Bruckalz qui a inventé l’art de fumer les harengs ».

## Origine du nom et dénominations

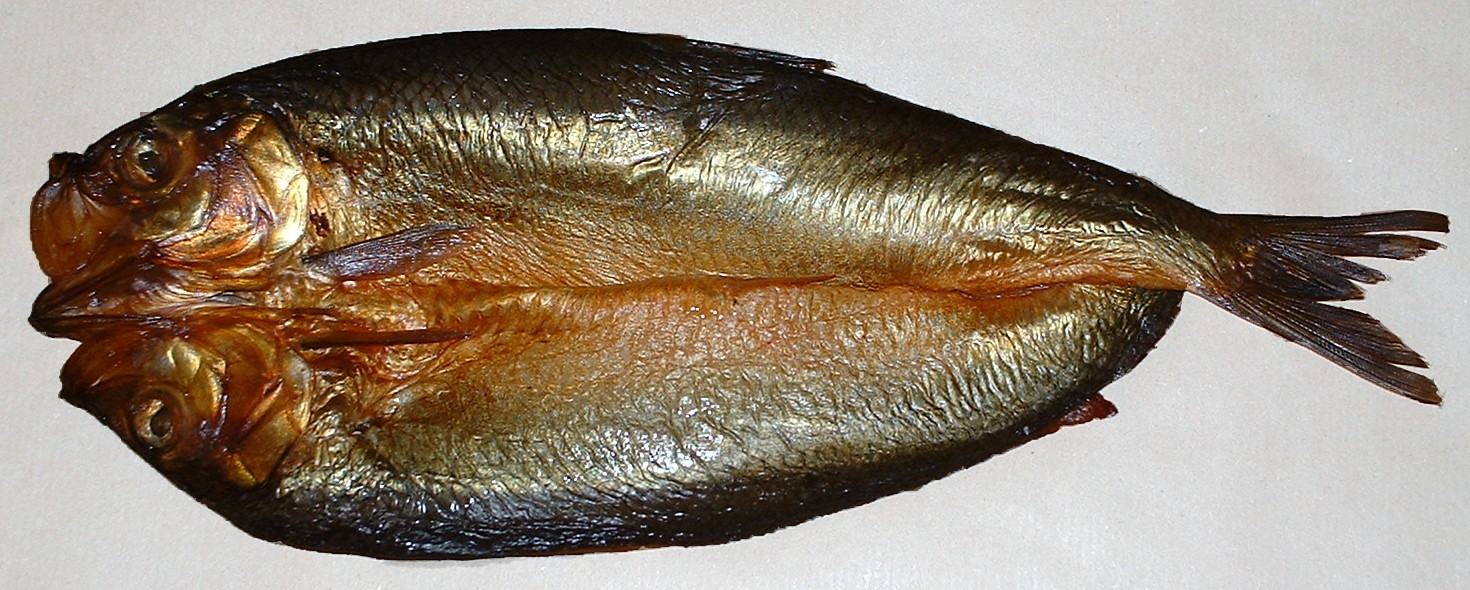
Un hareng saur kipper.

Le hareng saur est attesté dans la langue écrite au XIIIe siècle. « Sor » au sens de desséché provient du moyen néerlandais soor. Ce dernier terme a le même étymon francique saur que l'ancien français saur, encore écrit sor dans la Chanson de Roland en 1080, qui signifie « jaune brun ».
L'adjectif préservé dans la littérature spécialisée, saur ou saure selon Émile Littré, indique toujours une couleur jaune qui tire sur le brun ; ce terme ne s'utilise habituellement que pour ce type de hareng dont la peau, initialement d'un bleu profond, se dore sous l'effet du fumage, pour certains chevaux et, en fauconnerie, pour un oiseau de moins d'un an.
En fonction du temps de salage et de fumage — et en fonction des pays —, le hareng saur peut être appelé différemment. Fraîchement salé, c'est le hareng pec ; moins salé, c'est le craquelot, bouffi ou bloater ; fumé entier, c'est le buckling ; ouvert et aplati, légèrement fumé, c'est le kipper que les Anglais prennent au déjeuner ; très sec, fabriqué pour être conservé très longtemps, c'est le hareng franc-saure.
En wallon, c'est un haring saur ou un sorèt, néologisme qui se rapproche de sauret, un ancien adjectif synonyme de saur. En Brusseleer, c'est un boestring.

## Utilisation en cuisine

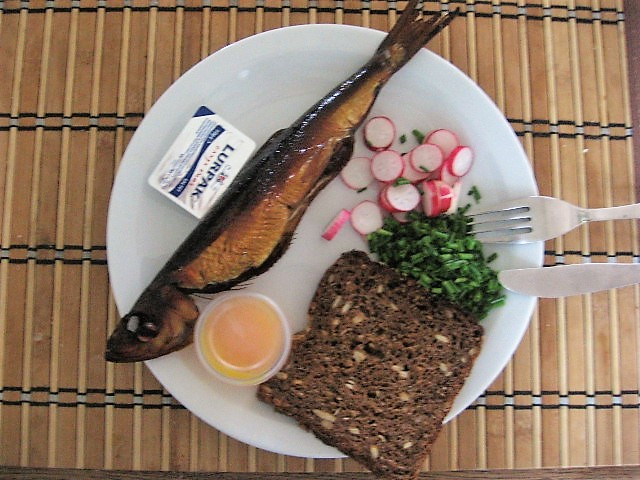
Servi avec du pain.

Le hareng saur est assez souvent servi en entrée avec du pain de seigle ; il se marie parfaitement avec des pommes de terre tièdes ou avec une roustiquette. Il est fréquent de le voir mangé avec les doigts, sans couverts.
Il peut accompagner, avec des pommes de terre, un reste de bouilli assaisonné en salade.
Découpé en petits morceaux, non dessalé, il peut être cuit en fricassée dans du saindoux avec des poireaux crus et hachés, des pommes de terre farineuses préalablement cuites à l'eau salée avec un peu de romarin.
En Haïti, il est incorporé à des œufs brouillés pour le déjeuner ou dans une sauce créole. Il peut également accompagner des pâtes ou du riz.
Pour la « chiquetaille », le hareng saur est haché en menus morceaux et mélangé avec du piment, de l'oignon, de l'ail et du jus de citron et sauté dans de l'huile puis consommé avec du pain (chiktay aran sò). Il peut constituer aussi, épicé et assaisonné, la farce des chaussons haïtiens appelés localement « pâtés ».

## Diététique
Comme le hareng frais, le saur est riche en acides gras mono-insaturés et polyinsaturés, bénéfiques au système cardio-vasculaire. Il est donc fortement recommandé par les diététiciens.

## Fabrication et consommation

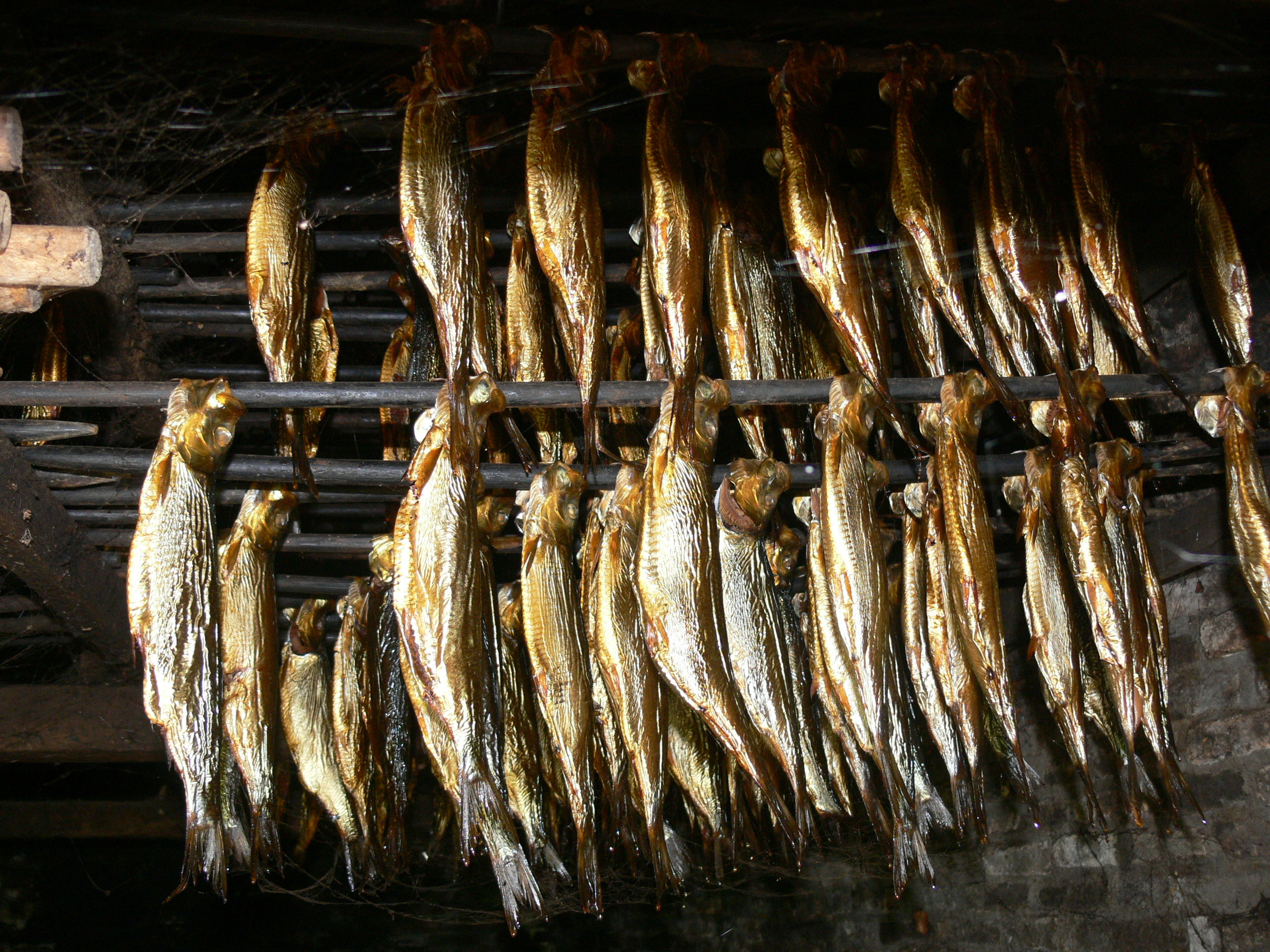
Au Zuiderzee museum d’Enkhuizen.

La prospérité de la ville de Boulogne-sur-Mer, dès le Moyen Âge, est liée à son port de pêche et tout particulièrement au hareng dont la préparation par les Boulonnais fut reconnue internationalement.
Mais Alexandre Dumas précise : « Le hareng pec et nouvellement salé doit toujours venir de Rotterdam, de Leeuwarden ou d'Enkhuizen, en Hollande ; on le coupe par rouelles et on le mange tout cru, sans lui faire subir aucun autre apprêt que celui d'une salade. Les plus beaux harengs saurs, les plus grands, les plus charnus, les plus dorés, les mieux fumés au genièvre sont les saurets de Germuth, en Irlande. »
Le hareng saur a été abondamment consommé par les populations pauvres et ouvrières, beaucoup plus rarement par les riches.

## Culture et société

### Langue française
On dit familièrement d'une personne grande et maigre : « Sec comme un hareng saur. »
Le marché aux harengs s'appelait la harengerie. Les vendeuses de hareng se nommaient harengères. Dans un registre de langage figuré, le terme est utilisé pour qualifier « une femme qui se plaît à quereller et à dire des injures » : « crier comme une harengère. »
Le hareng salé ou fumé était appelé « poulet de carême ».
En argot, le hareng saur et le sauret sont synonymes de proxénète.

### Procession du mercredi saint à Reims

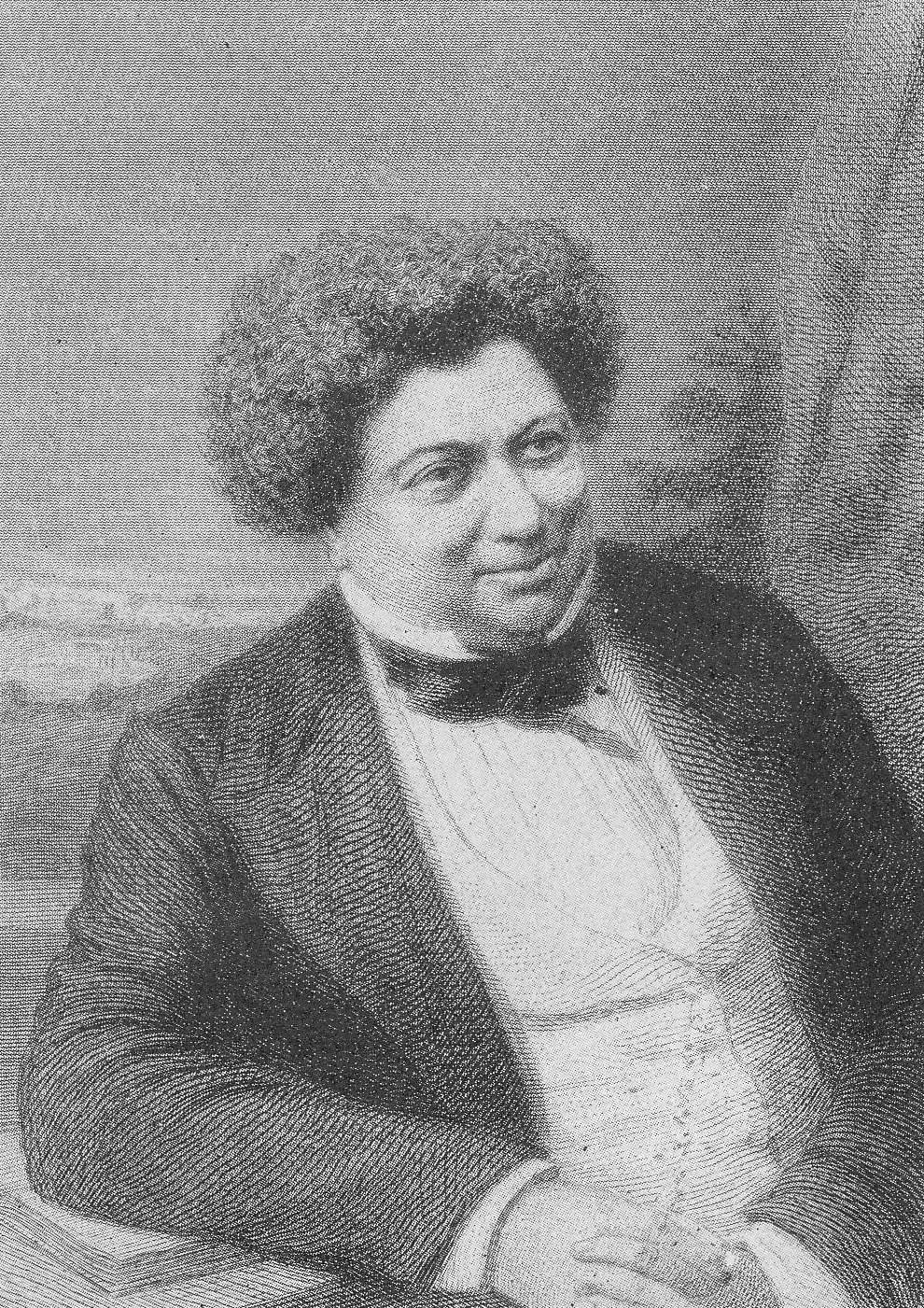
Alexandre Dumas.

Alexandre Dumas, Grand Dictionnaire de cuisine : « Il subsistait encore au XVIe siècle un usage assez bizarre parmi les chanoines de la cathédrale de Reims. Le mercredi saint, après les ténèbres, ils allaient processionnellement à l'église de Saint-Remi, rangés sur deux files, chacun d'eux trainant derrière soi un hareng attaché à une corde. Chaque chanoine était occupé à marcher sur le hareng de celui qui le précédait et à sauver le sien des surprises du suivant. Cet usage extravagant ne put être supprimé qu'avec la procession. »

### Technique du hareng fumé
Selon une légende, les prisonniers en fuite laissaient des harengs fumés derrière eux pour distraire les chiens et les détourner de leur piste.
Cette anecdote a fait donner le nom de « hareng fumé » à un stratagème visant à traiter un autre sujet que celui qui devait être discuté. Cette technique dilatoire consiste à changer délibérément de sujet dans une conversation afin de détourner l’attention du sujet principal.
C’est une technique proche de la technique du « chiffon rouge » qui consiste à évoquer une situation supposée pire que celle dont on voulait discuter, afin de laisser entendre que l’existence de cette pire situation dispense de traiter la situation dont  on voulait discuter initialement.

### Évocations artistiques
Le poète français Charles Cros en a fait un poème humoristique, Le Hareng saur. Autre poème moins connu, Le Hareng saur de Joris-Karl Huysmans, un poème en prose tiré du recueil Le Drageoir aux épices.
On retrouve également les termes de Hareng Saur dans la pièce Les Joyeuses Commères de Windsor de Shakespeare (acte II, scène III), lorsque Caïus déclare à Rugby comment il tuerait Sir Hugh s'il était venu.
On retrouve également ces termes dans le roman de Pelham Grenville Wodehouse intitulé Jeeves dans la coulisse, où l'un des protagonistes se fait appeler le Hareng Saur.
Le peintre James Ensor (1860-1949) en a fait plusieurs représentations picturales (dont Squelettes se disputant un hareng-saur, 1891) parfois sous forme d'autoportrait (Les Cuisiniers dangereux, 1896), se basant sur le jeu de mots « Art - Ensor ».

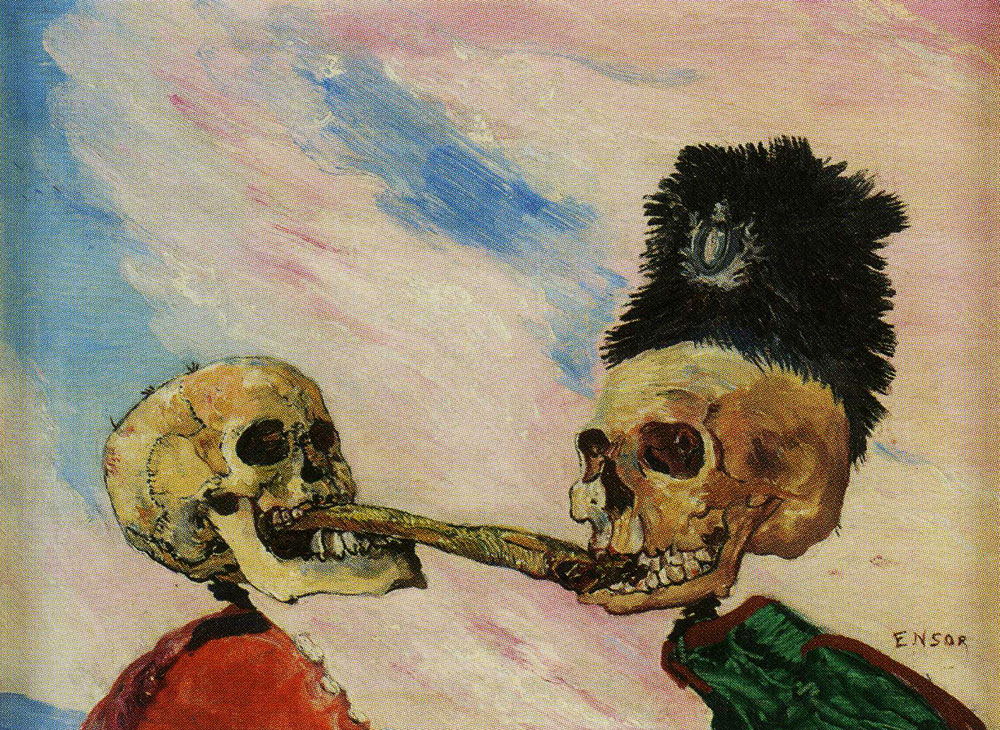
James Ensor, "Squelettes se disputant un hareng saur".

Dans l'album d'Astérix Le Grand Fossé, le perfide Acidenitrix, conseiller du chef de la moitié droite du village Ségrégationnix, sent une odeur de hareng saur de façon permanente,.